# 大宮花の丘農林公苑
大宮花の丘農林公苑（おおみやはなのおかのうりんこうえん）は、埼玉県さいたま市西区（一部は上尾市）にある公園である。現在は指定管理者として「公益財団法人さいたま市都市公園緑地協会」が管理・運営している。

## 概要
敷地はさいたま市と上尾市にまたがる（上尾市域の管理もさいたま市が行う）。敷地面積は10.9 haで、そのうち3.3 haが花畑である。年間15万 - 16万人の利用がある。花畑では季節によりさまざまな花を見ることができる。水域が整備され、夏場の水遊びや水辺の景観（ビオトープ）を楽しむこともできる。園内を南北に浅間川が暗渠で流れる。南北に長い敷地を分断するように南側を公道（さいたま市道）の「花の丘通り」が東西に通る。
調理室などを設けた「緑のふるさとセンター」や、農産物などの直売所やレストランを設けた「花の食品館」が敷地内にある。
公苑は入園無料だが開苑（開園）時間が設定されており、常時開園ではない。時間外は公道や敷地外に通じる大小全てのゲートが閉じられ、入園は一切不可能である。

## 沿革

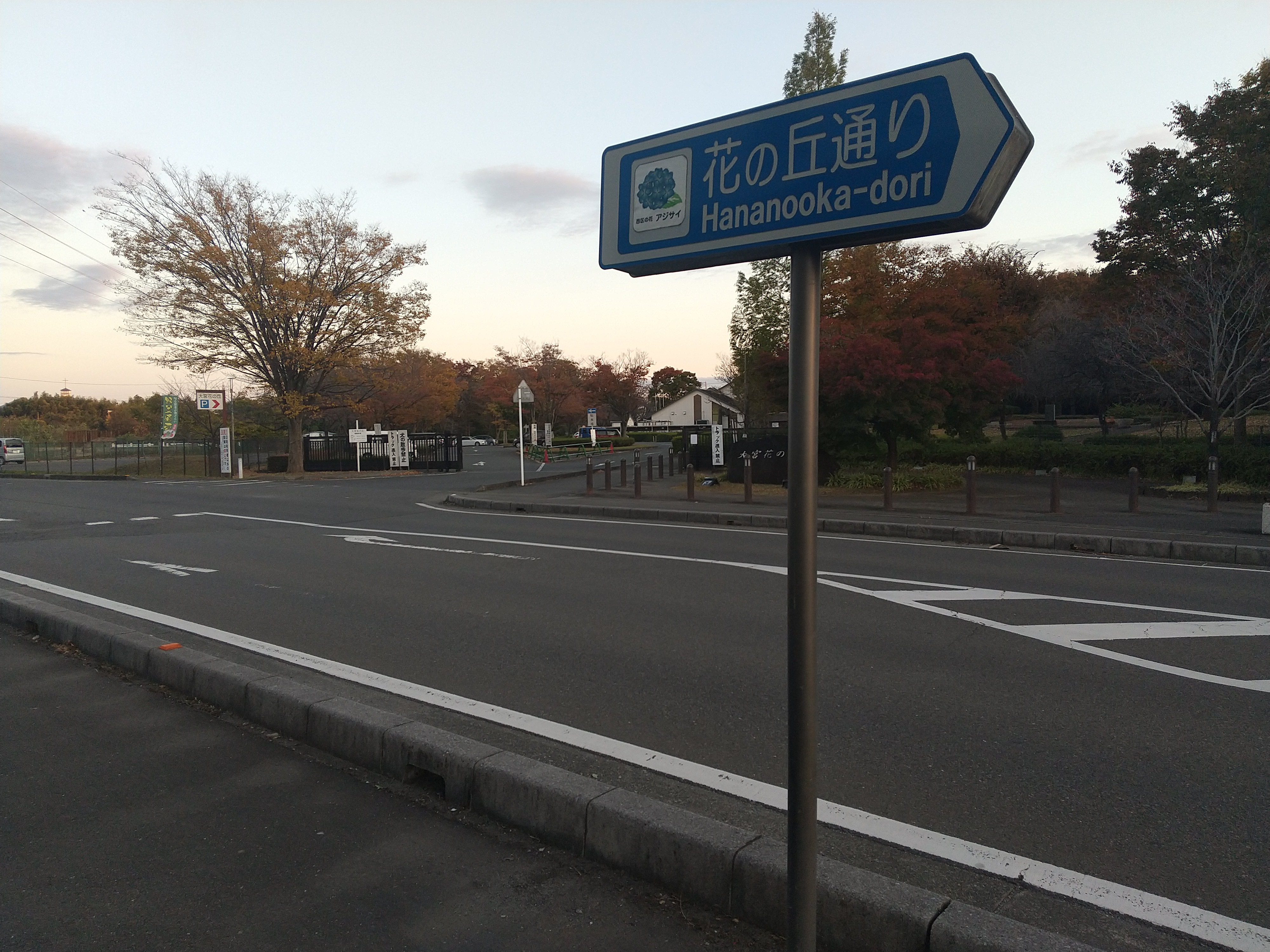
花の丘通り

元々は田んぼであったが、1974年（昭和49年）から1981年（昭和56年）まで大宮市の一般産業廃棄物最終処分場として使用された。公苑はその最終処分場の跡地に造られた。1988年（昭和63年）度にふるさと農林公苑事業が計画され、整備事業が1989年（平成元年）から1995年（平成7年）まで計画実施された。当初は「大宮花の丘ふるさと農林公苑」と呼ばれていたが、2001年（平成13年）のさいたま市設置により現在の名称に変更する。
1997年（平成9年）に開園した（完成は2000年とするソースもある）。開園に先駆け、緑のふるさとセンターは1991年（平成3年）5月1日に開設され、花の食品館は1996年（平成8年）4月27日に開館している。

## 主な施設
- 緑のふるさとセンター（管理事務所）
- 花の食品館
  - 花の丘レストラン
  - 農産物直売所
- 親水広場
- 花の丘
- お花畑
- 和風園地
- バラ園
- ゲートボール場
- クラシックカート（３月下旬から11月中旬まで運行）
- バッテリーカー

## 利用時間など
- 夏時間（4月から9月）：7時30分から19時
- 冬時間（10月から3月）：8時から18時
- 年末年始（12月29日 - 1月3日）も開苑する。ただし園内施設の「緑のふるさとセンター」および「花の食品館」は休館する。
- 「花の食品館」は月・火曜日は休館する。ただし祝日の場合は開館。
- ペット類の入苑は不可。ただし盲導犬、聴導犬、介助犬は除く。
- 野球やサッカーなどの球技は禁止。

## アクセス
- JR高崎線上尾駅西口から上尾市内循環バスぐるっとくん「大谷循環（戸崎先回りまたは日産先回り）」にて乗車約25分「花の丘公苑」下車すぐ。
  - バスは苑内の駐車場内に設けられたバス乗り場に停車する。なお、「花の丘公苑」を経由しない便の場合は「上尾南高校前」バス停が当苑の北門から近い。
- JR高崎線宮原駅西口より徒歩約40分、もしくは同駅より東武バス西大宮駅行（系統番号：宮09）で「内野本郷」バス停下車、徒歩約10分。
  - 2021年（令和3年）5月23日までは宮原駅西口より東武バス「花の丘」行（系統番号：宮02[6]）も運行され、苑内の駐車場に乗り入れていた（土曜・休日のみ運行）。
- JR川越線西大宮駅西口より徒歩約45分、もしくは同駅より「宮原駅西口」行（系統番号：宮09）で「内野本郷」バス停下車、徒歩約10分。
- 大宮駅西口より東武バス「平方」行きで「清河寺」バス停下車、徒歩約20分。

## 近隣施設
- 西新井ふるさと緑の景観地
- 内野本郷大空公園
- ケア大宮花の丘
- 埼玉県立上尾南高等学校
- 西光寺
- 浅間神社